# Egységes országos térképrendszer
Az egységes országos térképrendszer (EOTR) az ország területéről 1:1000 és 1:1 000 000 méretarányok között készített térképsorozatokból áll.
Az egységes országos térképrendszer
- vetülete: EOV ferdetengelyű szögtartó hengervetület
- alapfelülete: IUGG 67 ellipszoid
- magassági rendszere: Balti magassági rendszer
- alapméretarány: 1:10 000
- szelvénymérete: 6×4 km (60×40 cm), 4092 db
- Az EOTR térképek szelvényezése: 1:10 000 (4092 szelvény)

A levezetett térképek szelvényezése:
- 1:25 000 (267 szelvény)
- 1:100 000 (84 szelvény)
- 1:200 000 (23 szelvény)

Az EOTR megfelelő méretarányú térképeit kell kötelezően használni minden térképi ábrázolással és koordinátás azonosítók meghatározásával kapcsolatos tevékenységhez és eljáráshoz, továbbá minden olyan adattárolási rendszer létrehozásához is, amely térképi alapon valósul meg.
Az EOTR az EOV-rendszerre és az egységes országos magassági alaphálózatra (EOMA) épül.
Az EOTR-be tartoznak:
- a földmérési alaptérkép és annak átnézeti térképei,
- a földmérési topográfiai térkép és a levezetett topográfiai térképek,
- a földrajzi alaptérképek,
- a topográfiai és földrajzi munkatérképek.

## Szelvényezés
Az EOTR szelvényháló a (384 000, 32 000) és (960 000, 384 000) EOV koordináták között található. Egy-egy 1 : 100 000 léptékű szelvény mérete 48*32 km, melyeket vízszintesen 12, függőlegesen 11 osztású rácsba rendeztek. Ezek számozása a soroknak és oszlopoknak megfelelő, az alábbi ábrán látható módon:

Magyarország EOTR szelvényei

Budapest nagy része például a 65-ös szelvényben helyezkedik el: a 6-os sor 5-ös oszlopában.
Ez alatt minden továbbosztási lépésben negyedelik a területet, és ennek 1-4 közötti sorszámát a szelvényszám végére illesztik.
A további finomítás ugyanígy folytatódik:
A „0” kilométerkő a 65-411-114 számú, 1 : 1000 léptékű szelvényen található.